# Hylocereus calcaratus
Hylocereus calcaratus là một loài thực vật có hoa trong họ Cactaceae. Loài này được (F.A.C. Weber) Britton & Rose mô tả khoa học đầu tiên năm 1909.